# Драхма
Драхма (грч. δραχμή, множина: δραχμές, од глагола δράσσειν (стгрч. δράττειν) — „узети, или прегршт”) је име за античку меру за тежину и ковани новац, као и нововековну новчану јединицу Грчке (од 1831. до 2001). Драхму је од 1923. издавала Национална банка Грчке.

## Античка драхма
Античка драхма (δραχμóν, множина: δραχμά) означавала је меру за тежину и новчану јединицу од сребра, ређе од бакра и злата (доба Птолемеја). Биле су у употреби у целом културном подручју захваћеним хеленизмом и ковали су их многи градови. Први примерци потичу из 6. века пре нове ере и приказују слике животиња, које су биле најчешћи симболи градова. 
Због технике ковања драхме су најчешће конвексне одозго и равне на полеђини. На конвексном делу су рељефно обрађене. Ковнице новца су показивале велики степен вештине и уметничког занатства. Отуда се већ у доба ренесансе појавио обичај скупљања древних новчића. 

### Номинална вредност
Старогрчки новчани систем кованца базирао се на малоазијском сребрном таленту, који се састојао из око 30,25 кг сребра. Он се делио на 60 мина, које су даље делиле на 50 статера. 
Атичка мина је садржавала 425 грама сребра. Неки градови су ковали статере, а други драхме. Драхма је имала половину тежине статера.

### Варијанте
Поред кованица од 1 драхме у источним крајевима коване су тетрадрахме (4 драхме), док су у Великој Грчкој (јужна Италија и Сицилија), дидрахме (2 драхме) биле у стандардној употреби. Ређе су се израђивале декадрахме (10 драхми), или октадрахме (8 драхми) у злату у хеленистичком добу Птолемеја. Честе су биле хемидрахма (полудрахма) и 1 трибол (новчић у вредности 3 обола).

### Датирање
Драхме су често коване без навођења датума. Датирање се врши на основу стилских особина и није егзактно.

### Древна драхма у античком систему кованица
1 талент = 60 мине
1 мина = 100 драхми
1 тетрадрахма = 4 драхме
1 статер = 2 драхме
1 драхма = 6 обола
1 хемидрахма = 3 обола = 1 трибол
Обол (стгрч. ὀϐολός, множина: ὀϐολοί) је шестина драхме, која се делила у још мање јединице, све до осмине обола (халкус, антгрч. χαλκός = бакар).

## Савремена/Модерна драхма
Савремена/Модерна драхма или грчка драхма (грч. Eλληνική δραχμή) је некадашња национална валута Грчке.
Подјединица драхме је била лепто (λεπτό(ν), множина: λεπτά); 100 лепта даје једну драхму. ИСО код ове валуте је био GRD. Ознака валуте за драхму је ₯ (што се често записивало као Δρ).
Драхма је уведена 1831. као грчка национална валута. Она је заменила феникс (грч. Φοίνιξ) који је од 1828. до 1831. био прва валута независне Грчке. Име је добила по античкој јединици за тежину и новац. 
Од 1868. Грчка је била чланица Латинске монетарне уније. Тиме је драхма била повезана са осталим валутама уније у односу 1:1. После Првог светског рата ова монетарна унија је изгубила практични значај и распуштена је 1927.
Грчка се 2001. придружила Европској монетарној унији, две године касније од 11 земаља оснивача. Курс драхме је везан за евро у односу 340,750 GRD = 1 . Године 2002, заједно са осталим земљама евро-зоне, грчка је повукла новчанице и кованице драхме из оптицаја и увела евро. Ознака лепто се још увек користи у Грчкој као ознака за евроцент и исписана је на наличју грчких евро кованица.